# Poecilasthena character
Poecilasthena character là một loài bướm đêm trong họ Geometridae.